# Evansit
Evansit ist ein selten vorkommendes Mineral aus der Mineralklasse der „Phosphate, Arsenate und Vanadate“ mit der chemischen Zusammensetzung ~Al3[(OH)6|PO4]·8H2O. Als eines der wenigen amorphen Minerale baut Evansit kein definiertes Kristallsystem auf, d. h. seine chemischen Bestandteile ordnen sich ähnlich wie Glas während der Abkühlphase regellos.
Evansit findet sich meist als durchsichtige bis durchscheinende, nierenförmige bis traubenförmige, sphärolithische oder stalaktitische Mineral-Aggregate oder Krusten von milchweißer, grünlicher bis hellblaugrüner oder gelblicher Farbe bei weißer Strichfarbe. Auch komplett farblose Evansite sind bekannt. Glatte, unverletzte Oberflächen weisen einen glas-, harz- oder wachsähnlichen Glanz auf.
Mit einer Mohshärte von etwa 3 bis 4 gehört Evansit zu den weichen bis mittelharten Mineralen und liegt in der Mohs'schen Skala zwischen den Referenzmineralen Calcit (3) und Fluorit (4), lässt sich also mit einer Kupfermünze oder einem Taschenmesser gut ritzen.

## Etymologie und Geschichte
Erstmals entdeckt wurde Evansit bei Železník (Vashegy), Sirk im Bezirk Revúca in der Slowakei und beschrieben 1864 von David Forbes, der das Mineral nach dem britischen Metallurgen Brooke Evans (1797–1862) benannte. Dieser brachte 1855 die erste Mineralprobe aus Ungarn mit.

## Klassifikation
In der veralteten 8. Auflage der Mineralsystematik nach Strunz gehörte der Evansit zur Mineralklasse der „Phosphate, Arsenate, Vanadate“ und dort zur Abteilung „Wasserhaltige Phosphate, Arsenate und Vanadate mit fremden Anionen“, wo er gemeinsam mit Chalkophyllit, Lirokonit und Rosièresit in der „Lirokonit-Evansit-Gruppe“ mit der Systemnummer VII/D.11 steht.
In der zuletzt 2018 überarbeiteten Lapis-Systematik nach Stefan Weiß, die formal auf der alten Systematik von Karl Hugo Strunz in der 8. Auflage basiert, erhielt das Mineral die System- und Mineralnummer VII/D.23-030. Dies entspricht der Klasse der „Phosphate, Arsenate und Vanadate“ und dort der Abteilung „Wasserhaltige Phosphate, mit fremden Anionen“, wo Evansit zusammen mit Bettertonit, Liskeardit, Penberthycroftit, Rosièresit und Sieleckiit eine unbenannte Gruppe mit der Systemnummer VII/D.23 bildet.
Die von der International Mineralogical Association (IMA) zuletzt 2009 aktualisierte 9. Auflage der Strunz’schen Mineralsystematik ordnet den Evansit in die Klasse der „Phosphate, Arsenate und Vanadate“ und dort in die Abteilung „Phosphate usw. mit zusätzlichen Anionen; mit H2O“ ein. Hier ist das Mineral in der Unterabteilung „Mit ausschließlich mittelgroßen Kationen; (OH usw.) : RO4 > 3 : 1“ zu finden, wo es zusammen mit Bolivarit, Liskeardit und Rosièresit die „Liskearditgruppe“ mit der Systemnummer 8.DF.10 bildet.
In der vorwiegend im englischen Sprachraum gebräuchlichen Systematik der Minerale nach Dana hat Evansit die System- und Mineralnummer 42.01.02.01. Das entspricht der Klasse der „Phosphate, Arsenate und Vanadate“ und dort der Abteilung „Wasserhaltige Phosphate etc., mit Hydroxyl oder Halogen“. Hier findet er sich innerhalb der Unterabteilung „Wasserhaltige Phosphate etc., mit Hydroxyl oder Halogen mit (A)3 (XO4) Zq × x(H2O)“ als einziges Mitglied in einer unbenannten Gruppe mit der Systemnummer 42.01.02.

## Bildung und Fundorte
Evansit bildet sich als Phosphat-Derivat aus Guano meist in Form krustiger Höhlenfüllungen in graphithaltigen Lagerstätten, graphitischen Gneisen und Kohleschichten. Begleitminerale sind unter anderem Variscit, Allophan und Limonite.
Insgesamt konnte Evansit bisher (Stand: 2011) an rund 50 Fundorten nachgewiesen werden. Neben seiner Typlokalität Železník (Vashegy) trat das Mineral in der Slowakei noch bei Ľubietová und Kociha in der Region Banská Bystrica und bei Betliar, Dobšiná, Nižná Slaná und Ochtiná in der Region Košice auf.
In Deutschland fand sich Evansit bisher nur zufällig bei einem Straßenabschnitt der Bundesstraße 224 in der Nähe von Schloss Aprath in Nordrhein-Westfalen, und der einzige bisher bekannte Fundort in Österreich ist eine Manganmineralisation in der Nähe der Salzburger Gemeinde Lend, genauer bei Eschenau im Pinzgau.
Weitere Fundorte liegen unter anderem in Australien, Belgien, Bolivien, China, der Demokratischen Republik Kongo, in Frankreich, Japan, Kasachstan, Madagaskar, Portugal, Rumänien, Russland, Spanien, Südafrika, Tschechien, im Vereinigten Königreich (Großbritannien) sowie in mehreren Bundesstaaten der USA.